# GSC3683-1811
GSC3683-1811 — хімічно пекулярна зоря спектрального класу B, що має видиму зоряну величину в смузі V приблизно 11,0.